# Institut Pierre-Simon-Laplace
Pour les articles homonymes, voir IPSL et Laplace.
L'Institut Pierre-Simon-Laplace (IPSL) est un institut de recherche universitaire qui fédère neuf laboratoires regroupant environ 1 400 membres avec, à parts égales, des chercheurs, des ingénieurs et des étudiants. Ses principales installations sont situées sur le campus Pierre et Marie Curie (Jussieu) de Sorbonne Université à Paris et sur le campus de l'Université de Versailles-Saint-Quentin-en-Yvelines, à Guyancourt, dans le département des Yvelines.
Il est placé sous la tutelle du CNRS-INSU, de l'UVSQ - Université Paris-Saclay, de Sorbonne Université, du CNES, du CEA, de l'IRD, de l'ENS, de l'École polytechnique, du Muséum national d'histoire naturelle, de l'Institut polytechnique de Paris, de l'Université de Paris et de l'Université Paris-Est-Créteil-Val-de-Marne.

## Historique

### Pierre-Simon de Laplace
Pierre-Simon de Laplace (1749-1827) était un mathématicien, astronome et physicien français.
Il a apporté des contributions fondamentales dans différents champs des mathématiques, de l’astronomie et de la théorie des probabilités et il est un des scientifiques les plus influents de son temps, aussi par sa contribution à l’affirmation du déterminisme. Laplace, en fait, donne l’impulsion finale à l’astronomie mathématique, reprenant et étendant le travail de ses prédécesseurs dans son œuvre en cinq volumes, Traité de Mécanique céleste (1799-1825). Ce chef-d’œuvre a transformé l’étude géométrique de la mécanique développée par Newton en celle basée sur l’analyse mathématique.
En 1799, il est nommé ministre de l'Intérieur sous le Consulat. Napoléon Ier, en 1806, lui confère le titre de comte de l’Empire. Il est nommé marquis en 1817, après la  restauration des Bourbons.

### 2009: implantation à Saint-Quentin-en-Yvelines
Les 500 membres sont regroupés sur les sites de Jussieu à Paris et de Guyancourt dans les Yvelines.
L'implantation à Guyancourt s'effectue sur le terrain d'une des anciennes ferme de Troux dans le quartier des Garennes. L'architecte Michel Rémon réutilise une partie des bâtiments de l'ancienne ferme, dont la maison de maître, et réalise un bâtiment neuf sur trois niveaux abritant les laboratoires et chercheurs. Ce site accueille la direction centrale de l'Institut et deux laboratoires. Le coût global ont été de 29 millions d'euros pour un équipement d'une surface utile de 8 950 m2, les travaux ont débuté en septembre 2007. 
En mars 2009, 250 à 300 chercheurs et ingénieurs étudient les sciences de l’Univers à quelques centaines de mètres de l'Université de Versailles-Saint-Quentin-en-Yvelines.
Gérard Mégie (1946-2004), ancien directeur de l'IPSL entre 1991 et 2000, puis président du CNRS, est un des artisans de cette nouvelle implantation.

## Mission
Les laboratoires de l'IPSL élaborent une stratégie commune pour l’étude du « Système Terre » dans sa globalité ainsi que pour l’étude d’autres objets du Système solaire. Ses principaux objectifs sont de : 
- comprendre les processus dynamiques, chimiques et biologiques à l’œuvre dans les océans et dans l’atmosphère et les processus d’échange de matière et d’énergie entre l’atmosphère, les océans, et la biosphère, et en particulier comprendre les cycles de l’eau et du carbone ;
- comprendre la variabilité naturelle du climat aux échelles régionale et globale, et l’évolution passée et future de notre planète ;
- comprendre les impacts des activités humaines sur la couche d’ozone et sur le climat et prédire le climat à l’échelle saisonnière et inter-annuelle (mousson, El Niño, Oscillation Nord-Atlantique) ainsi qu’à l’horizon de la fin du siècle ;
- utiliser ses compétences sur l’environnement terrestre pour étudier les environnements des autres planètes.

## Organisation

### Une fédération de laboratoires

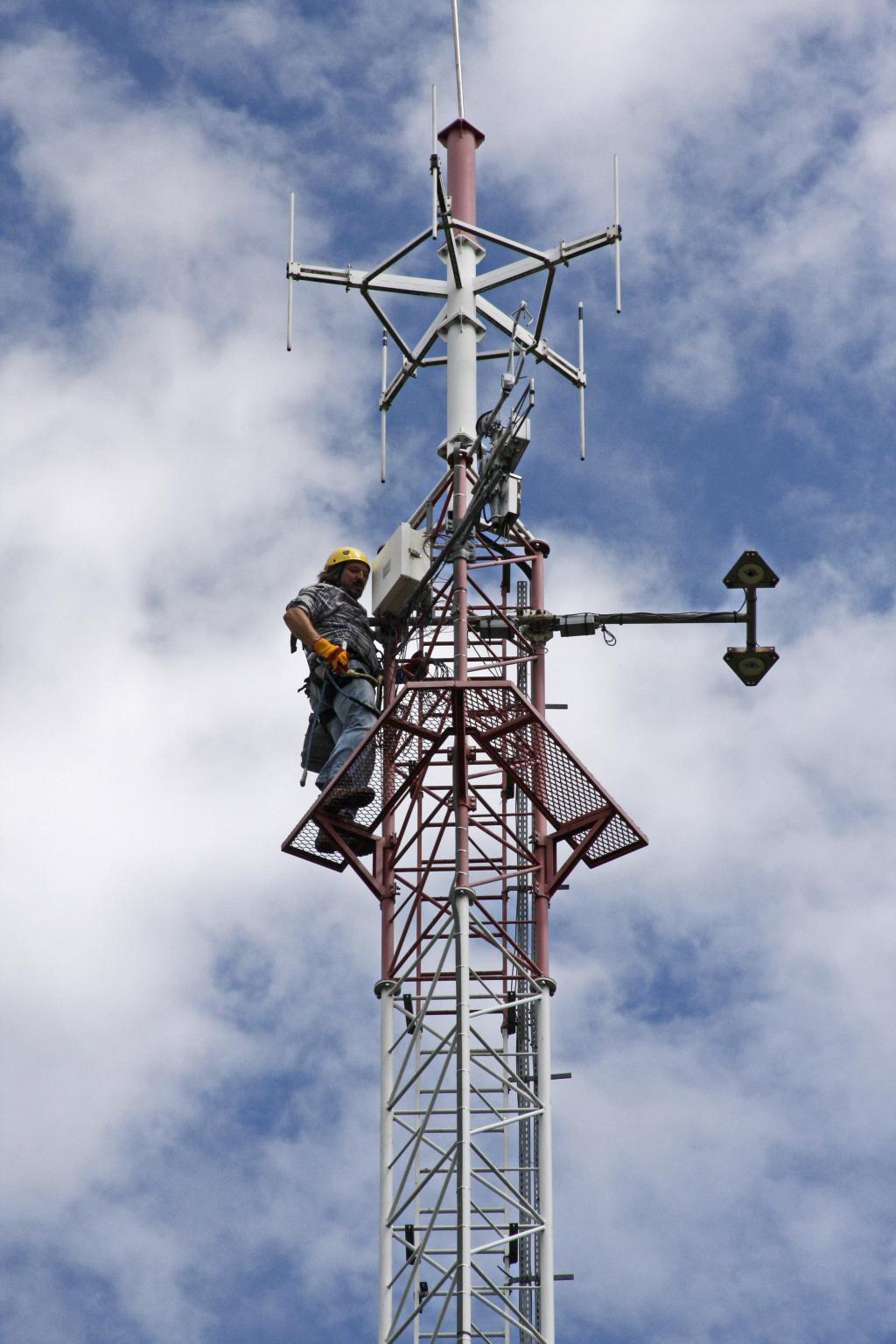
Équipement du SIRTA (Site Instrumental de Recherche par Télédétection Atmosphérique) à l'École polytechnique.

L'Institut Pierre-Simon-Laplace est composé des 9 laboratoires suivants:
- le Centre d'enseignement et de recherche en environnement atmosphérique (CEREA)
- le Laboratoire Géosciences Paris-Saclay (GEOPS)
- le Laboratoire Atmosphères, Milieux, Observations spatiales (LATMOS)
- l'équipe TASQ du Laboratoire d'études du rayonnement et de la matière en astrophysique et atmosphères (LERMA)
- le Laboratoire inter-universitaire des systèmes atmosphériques (LISA)
- le Laboratoire de météorologie dynamique (LMD)
- le Laboratoire d'océanographie et du climat  : expérimentation et approches numériques (LOCEAN)
- le Laboratoire des sciences du climat et de l'environnement (LSCE)
- le Laboratoire Milieux environnementaux, transferts et interactions dans les hydrosystèmes et les sols (METIS)
- l'équipe "Surface et Réservoir" du Laboratoire de géologie de l'ENS / Département de Géosciences de l'ENS ("S&R")

### Direction
L'Institut est placé sous l'autorité de Robert Vautard depuis le 1er septembre 2019.
Précédemment, l'Institut a été dirigé par le climatologue Hervé Le Treut, membre de l'Académie des sciences (France), entre 2009 et 2019.
Le climatologue Jean Jouzel, vice-président du Groupe d'experts intergouvernemental sur l'évolution du climat (GIEC), a dirigé l'Institut entre 2000 et 2008.
Gérard Mégie a créé l'IPSL et l'a dirigé entre 1991 et 2000. 

### Le centre de modélisation du climat
Créé en 1995, le centre de modélisation du climat de l’IPSL a pour objectifs de développer le modèle climatique de l’IPSL et de réaliser les simulations climatiques pour améliorer la compréhension du climat et de sa variabilité. Il réalise et diffuse de nombreuses simulations climatiques, notamment les simulations réalisées dans le cadre du projet d’inter-comparaison des modèles couplés (CMIP pour Coupled Model Intercomparison Project).

### Le modèle climatique de l'IPSL: IPSL-CM
Du fait du large spectre de processus représentés dans le modèle climatique de l’IPSL (dynamique, physique, et biogéochimique), ce modèle peut être considéré comme un modèle du système Terre (ESM pour Earth System Model). Il a pour composantes :
- Le modèle d’atmosphère : LMDZ
- Le modèle d’océan : NEMO
- Le modèle de surface continentale : ORCHIDEE
- Le modèle de chimie troposphérique : INCA
- Le modèle de chimie stratosphérique : REPROBUS
- Le coupleur : OASIS, dont la fonction est de gérer l’échange des données entre les composantes atmosphérique et océanique (i.e. entre les modèles LMDZ et NEMO).

La version du modèle de l’IPSL, utilisée pour la participation de l’IPSL à la cinquième phase du projet CMIP, est IPSL-CM5 et IPSL-CM6 pour la 6e phase. Il en existe plusieurs configurations de complexités variables en termes de processus et interactions représentées.